# Disastro ferroviario di Quintinshill
Il disastro ferroviario di Quintinshill fu un incidente ferroviario avvenuto la mattina di sabato 22 maggio 1915 nella località di Quintinshill, nei pressi della città di Gretna Green, nel Dumfriesshire, Scozia, dove cinque treni si scontrarono provocando la morte di 226 persone e il ferimento di 246.
È considerato il più tragico disastro ferroviario della storia britannica.

## I fatti

Animazione degli eventi dell'incidente

Attorno alle 4:30 del 22 maggio 1915, durante la Prima guerra mondiale, nella giunzione di Gretna Green si trovavano un espresso notturno, un treno passeggeri locale e un treno merci. Erano in arrivo anche un altro treno merci, composto da vagoni per carbone vuoti, e un treno militare di trasporto truppe, che trasportava soldati della Territorial Army, proveniente da Leith e diretto a Gallipoli per la battaglia lì.
Per fare spazio ai due treni in arrivo, l'addetto ai segnali del turno di notte Meakin fece spostare il treno passeggeri locale sulla linea principale per Carlisle, lasciando spazio al treno merci per passare sulla linea secondaria. 
Arrivando in ritardo col treno locale, il segnalatore del primo turno di mattina Tinsley raggiunse il posto di controllo segnali di Quintinshill poco dopo le 6:30 (in ritardo rispetto all'inizio del proprio turno previsto per le 6:00).
Alle 6:42 il posto di controllo di Kirkpatrick "offrì" il treno truppe diretto verso sud a quello di  Quintinshill. Il segnalatore Tinsley lo accettò immediatamente  Alle 6:47 Tinsley ricevette il segnale di "il treno sta entrando nella sezione" da Kirkpatrick per il treno speciale truppe e lo offrì alla Giunzione Gretna, essendosi completamente dimenticato del treno passeggeri locale (sul quale egli stesso era arrivato quella mattina), che stava occupando la linea della direzione "in su". Il treno speciale truppe fu accettato immediatamente dalla Giunzione Gretna, per cui Tinsley mise su "spento" il proprio segnale "home" per permettere al treno truppe di proseguire  per Carlisle, provocando lo scontro tra i due.
Alle 6:48 il treno espresso ripartì, ma si andò a schiantare sul luogo dell'incidente, che aveva interessato anche gli altri binari. Lo scontro provocò un grande incendio, che raggiunse gli altri due treni che si trovavano nella giunzione. Alle 6:53 l'incidente fu avvistato e segnalato dal segnalatore.
I primi a sopraggiungere sul luogo furono i custodi della "Antica bottega del fabbro" di Gretna Green, che pensarono si trattasse di un attacco dei tedeschi. Arrivò poi anche la brigata dei pompieri di Carlisle, che nonostante ripetuti tentativi di spegnere l'incendio, ci riuscì solo la mattina seguente.

## Vittime
Il primo numero ufficiale delle vittime fu di 227, di cui 215 soldati, 9 passeggeri e 3 impiegati del personale ferroviario, ma il numero fu successivamente abbassato di uno. Altre quattro vittime, probabilmente bambini, non furono contate perché non furono mai identificate.
Alcuni dei soldati, rimasti intrappolati, si fecero sparare dei loro ufficiali, piuttosto di rimanere nelle fiamme.
Molti dei corpi non furono mai trovati, perché rimasti bruciati nelle fiamme. Le salme dei soldati ancora riconoscibili furono seppellite nel Rosebank Cemetery di Edimburgo.